# 우시쿠보정
우시쿠보정(牛久保町)은 아이치현 호이군에 설치되었던 정이다. 현재의 도요카와시에 해당한다.